# 嚴德珉
嚴德珉，安徽人，明朝政治人物。
其由御史升为左僉都御史，后因病辞职求归。朱元璋大怒，并施以黥刑，戍边南丹。后因赦免归乡。其一直生活到宣德年间，当时因事被御史逮捕，其跪在堂下，自称曾在御史台工作过，知晓法律。御史问其曾为何职，其回答道：“洪武年间的御史台长官嚴德珉就是在下。”御史听后大惊，扶起嚴德珉。次日公布结果，只是承担搬运袋子刑罚。当时有教授与其亦饮酒，看见其受黥刑、带破旧帽子，问：“老人家犯过什么法律？”嚴德珉陈述故事，并说：“当时国法甚严，当官者都不能保住脑袋，像这样的破帽子也不容易戴上啊。”于是向北拱手，称“聖恩，聖恩”等。